# Carole Jacquinot
Pour les articles homonymes, voir Jacquinot.
Carole Jacquinot est une actrice française née en 1954[réf. souhaitée], active au cinéma, à la télévision et au théâtre, de 1973 à 2001.

## Cinéma télévision et théâtre

### Cinéma
- 1977 : Nous irons tous au paradis d'Yves Robert : Mireille, la petite amie de Simon
- 1979 : Confidences pour confidences de Pascal Thomas : Pierrette
- 1983 : Papy fait de la résistance de Jean-Marie Poiré : Mireille, le contact des résistants
- 1984 : Pinot simple flic de Gérard Jugnot : Ziton
- 1985 : Les Rois du gag de Claude Zidi : Catherine Martin
- 1987 : Poule et Frites de Luis Rego : Véra
- 1991 : Les Secrets professionnels du docteur Apfelglück : Marinette jeune (Martini et le Paradis)
- 2001 : La Bande du drugstore de François Armanet : la mère de Marc

### Télévision
- 1973 : Jean Pinot, médecin d'aujourd'hui
- 1977 : La lune papa
- 1981 : Au théâtre ce soir : La Quadrature du cercle de Valentin Kataïev, mise en scène Georges Vitaly, réalisation Pierre Sabbagh, Théâtre Marigny. Rôle de Tonia
- 1983 : Le Lavabo
- 1984 : Allo Béatrice. Rôle de Jeanne Herbier
- 1987 : Cocoricocoboy
- 1987 : Collaricocoshow
- 1990 : Imogène. Rôle d'Yvette Bougrain
- 1995 : Les Gagneurs. Rôle de Béatrice

## Théâtre
- 1975 : Viens chez moi, j'habite chez une copine de Luis Rego, Didier Kaminka, mise en scène Jean-Luc Moreau, théâtre Édouard-VII, Studio des Champs-Elysées
- 1981 : Papy fait de la résistance de Christian Clavier et Martin Lamotte